# Ius contrahendi
Ius contrahendi je latinský pojem, který v právu znamená plnou svrchovanost ke sjednávání mezinárodních smluv. Disponují jím suverénní národní státy, a také mezinárodní organizace. 
Státy nejsou právně omezovány, s kým a o čem smí uzavírat mezinárodní smlouvu. Jsou ovšem nuceny dodržovat normy obecného mezinárodního práva.
Mezinárodní organizace mohou dojednat smlouvy omezeně. Podmínkou je, aby obsah smluv souvisel s předmětem činnosti organizace, a také byl v souvztažnosti se zakládacím dokumentem organizace, respektive ostatními dohodami členů. 